# Chester Anderson
Chester Valentine John Anderson (* 11. August 1932 in Stoneham, Massachusetts; † 11. April 1991) war ein US-amerikanischer Dichter und Science-Fiction-Schriftsteller.

## Leben
Anderson studierte an der Universität von Miami, danach arbeitete er als Schriftsetzer und Korrektor, Pförtner, Motel-Manager, sowie als Redakteur der Rock-’n’-Roll-Zeitschrift Crawdaddy!. Er veröffentlichte insgesamt 7 Bücher, davon zwei Gedichtbände. Sein erster SF-Roman erschien im Jahr 1964 in den USA und hieß auf Deutsch Die Drohung aus dem All (zusammen mit Michael Kurland). Für den ersten Teil der Greenwich-Village-Trilogie, Schmetterlingskind, wurde Anderson 1968 für den Hugo Award nominiert. Teil 2 (The Unicorn Girl) wurde von Michael Kurland und Teil 3 (The Probability Pad) von T. A. Waters verfasst.
Chester Anderson starb am 11. April 1991 an Leberversagen.

## Bibliografie
Romane
- The Pink Palace, 1963
- Ten Years to Doomsday, 1964, mit Michael Kurland
  - Deutsch: Die Drohung aus dem All. Übersetzt von Helmut Bittner. Winther (Germany) (Winther Science Fiction #2001), 1966.
- The Butterfly Kid, 1967
  - Deutsch: Schmetterlingskind. Übersetzt von Rainer Schmidt. Moewig Science Fiction #3664, 1985, ISBN 978-3-8118-3664-8.
- Puppies, 1979
- Fox and Hare, 1980

Lyrik
- Colloquy, 1960
- A Liturgy for Dragons, 1961